# Hugh Sutherland
Hugh Robert Sutherland (Kanada, Manitoba, Winnipeg, 1907. február 2. – Kanada, Manitoba, Winnipeg, 1990. szeptember 9.) olimpiai bajnok kanadai jégkorongozó.
A Winnipeg Hockey Club védője volt és 1931-ben megnyerték az Allan-kupát, amiért a kanadai amatőr jégkorongcsapatok szálltak harcba. Ennek köszönhetően képviselhették Kanadát az 1932. évi téli olimpiai játékokon, a jégkorongtornán, Lake Placidban, mint a kanadai jégkorong-válogatott. Csak négy csapat indult. Oda-visszavágós rendszer volt. Az amerikaiakat legyőzték 2–1-re, majd 2–2-es döntetlent játszottak. A németeket 5–0-ra és 4–1-re győzték le, végül a lengyeleket 10–0-ra és 9–0-ra verték. Ez az olimpia világbajnokságnak is számított, ezért világbajnokok is lettek. 6 mérkőzésen játszott és 1 gólt ütött és 5 asszisztot adott.
2004-ben beválasztották a Manitoba Sports Hall of Fame-be.